# 凡波斯

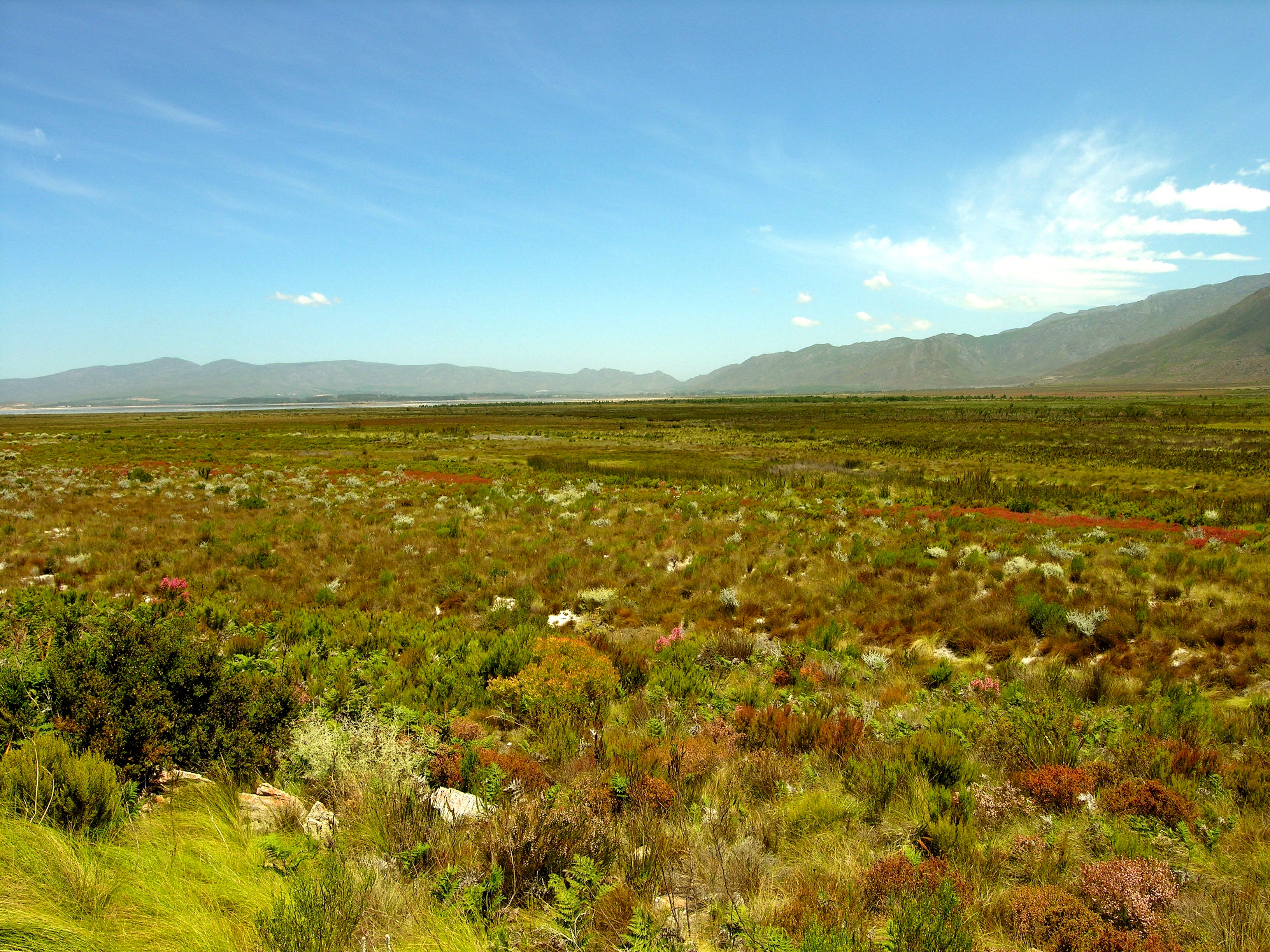
西開普省的凡波斯

凡波斯（南非語：fynbos，荷蘭語發音：[ˈfəinbɒs]，英语化发音：/ˈfeɪnbɒs/）指南非西開普省和東開普省的天然灌木叢或歐石楠植被帶，主要生長在地中海氣候冬季多雨的沿海山區。凡波斯生態區域屬於地中海森林、疏林和灌叢生物群系，以其異常高的生物多樣性和特有性而聞名。
该南非语词汇fynbos与英语fine bush同源，意为“叶子纤细的灌木”。

## 外部連結
- 相关图片 Archive.today的存檔，存档日期2013-01-14
- 西开普学校网的相关页面
- 开普敦地图集项目
- 动植物国际上的相关页面
- 凡波斯摄影（组织分类学） （页面存档备份，存于）

34°10′0″S 18°22′30″E / 34.16667°S 18.37500°E